# Únětice (district de Prague-Ouest)
Pour les articles homonymes, voir Únětice.
Únětice (en allemand : Aunietitz) est une commune du district de Prague-Ouest, dans la région de Bohême-Centrale, en République tchèque. Sa population s'élevait à 804 habitants en 2020.

## Géographie
Únětice se trouve à 3,5 km à l'ouest-sud-ouest de Roztoky et à 8,5 km au nord-ouest du centre de Prague.

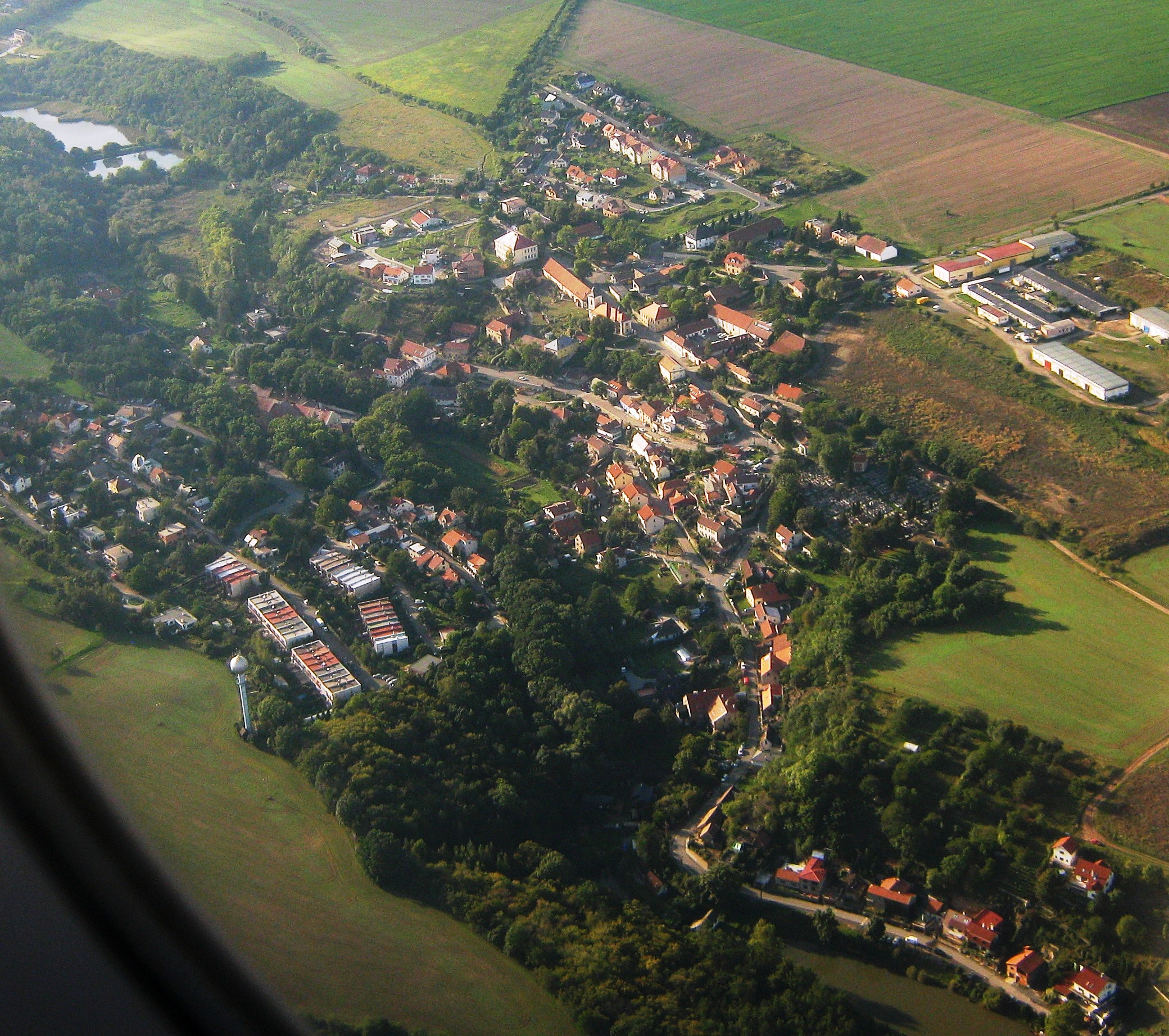
Únětice : vue aérienne oblique.

La commune est limitée par Roztoky au nord et à l'est, par Prague et Horoměřice au sud, et par Statenice et Velké Přílepy à l'ouest, et par Úholičky au nord-ouest.

## Histoire
La première mention écrite de la localité date de 1125.

## Galerie

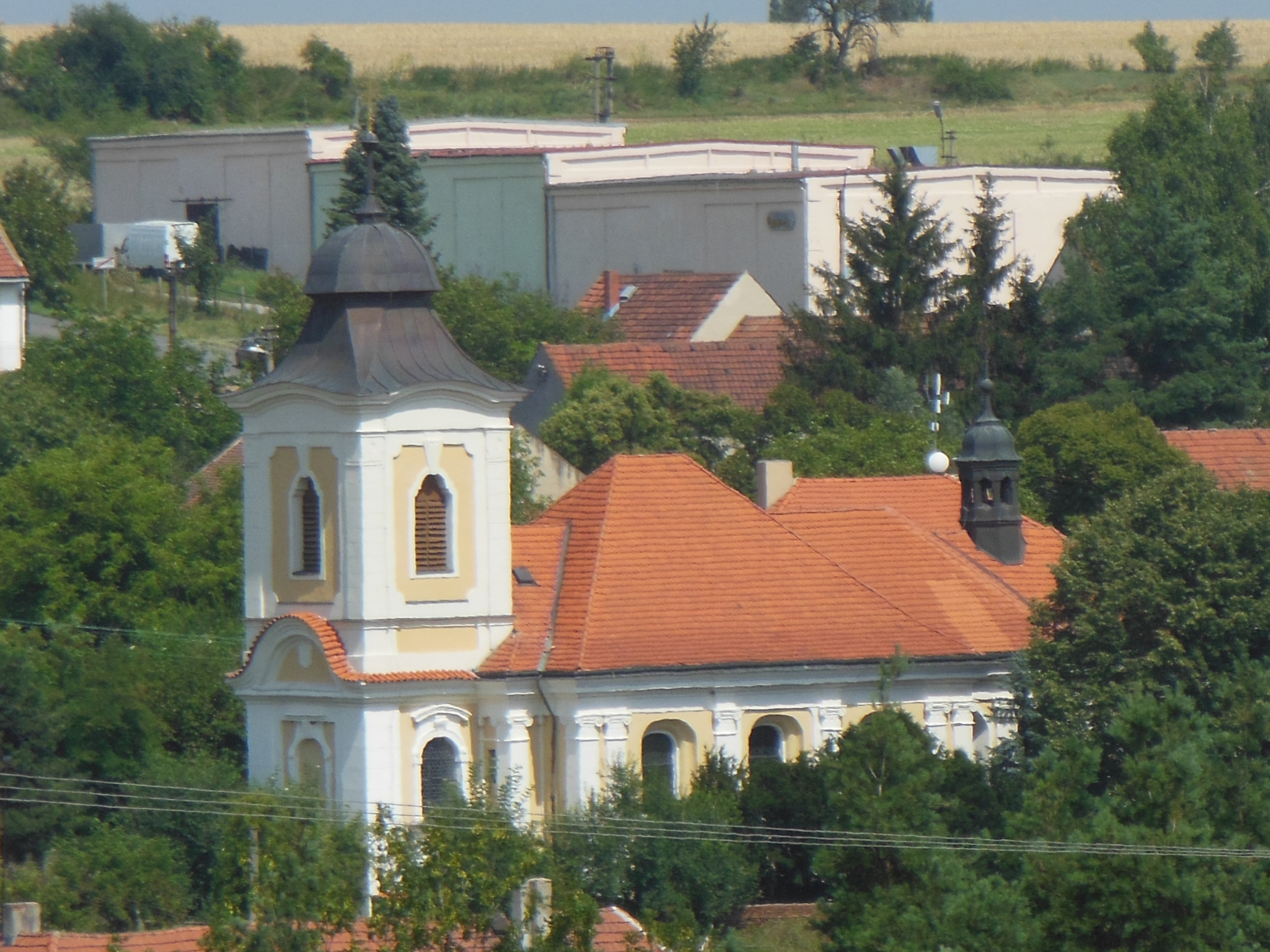
Église d'Únětice .
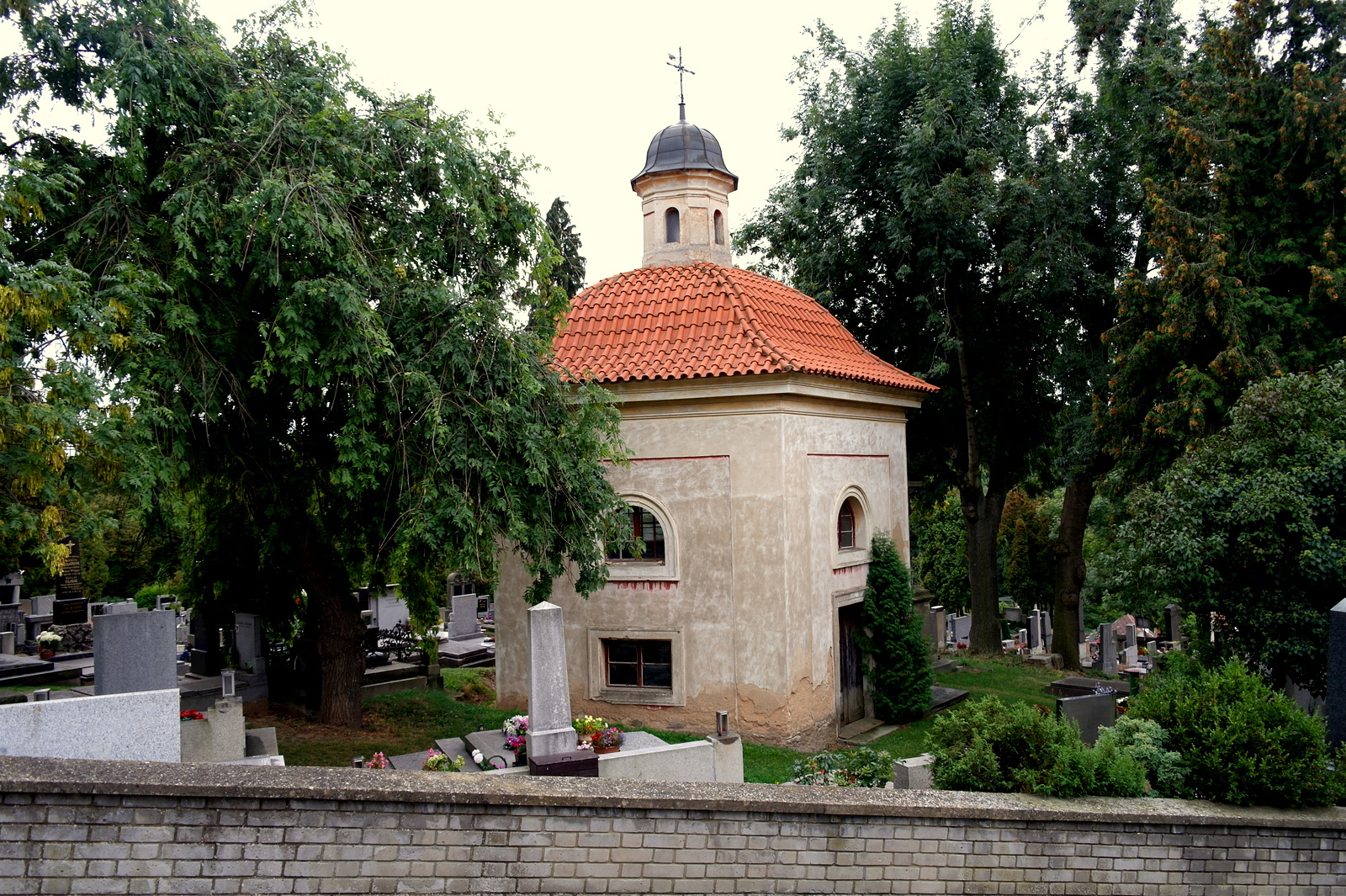
Chapelle Saint-Joseph.

## Transports
Par la route, Únětice se trouve à 5 km de Roztoky et à 13 km du centre de Prague.